# Заблоце-Каніґовське
Заблоце-Каніґовське (пол. Zabłocie Kanigowskie, нім. Sablotschen) — село в Польщі, у гміні Яновець-Косьцельний Нідзицького повіту Вармінсько-Мазурського воєводства. Розташоване приблизно за 4 кілометри на північний захід від Яновця Косцельного, за 7 км на південний схід від Нідзіці та за 52 км на південь від столиці області Ольштина.
Населення — 60 осіб (2011).
У 1975-1998 роках село належало до Ольштинського воєводства.

## Демографія
Демографічна структура станом на 31 березня 2011 року:
|          | Загалом | Допрацездатний вік | Працездатний вік | Постпрацездатний вік |
| -------- | ------- | ------------------ | ---------------- | -------------------- |
| Чоловіки | 38      | 14                 | 21               | 3                    |
| Жінки    | 22      | 5                  | 12               | 5                    |
| Разом    | 60      | 19                 | 33               | 8                    |